# Seven de Francia 2006
El Seven de Francia de 2006 fue la octava edición del torneo francés de rugby 7, fue el séptimo torneo de la temporada 2005-06 de la Serie Mundial Masculina de Rugby 7.
Se disputó en la instalaciones del Stade Charléty de París.

## Fase de grupos

### Grupo A
| Equipo    | Encuentros | Encuentros | Encuentros | Encuentros | Tantos  | Tantos    | Tantos     | Puntos |
| Equipo    | jugados    | ganados    | empatados  | perdidos   | a favor | en contra | diferencia | Puntos |
| --------- | ---------- | ---------- | ---------- | ---------- | ------- | --------- | ---------- | ------ |
| Fiyi      | 3          | 3          | 0          | 0          | 103     | 12        | 91         | 9      |
| Australia | 3          | 2          | 0          | 1          | 69      | 46        | 23         | 7      |
| Túnez     | 3          | 1          | 0          | 2          | 31      | 76        | -45        | 5      |
| Canadá    | 3          | 0          | 0          | 3          | 31      | 100       | -69        | 3      |

Nota: Se otorgan 3 puntos al equipo que gane un partido, 2 al que empate y 1 al que pierda

### Grupo B
| Equipo     | Encuentros | Encuentros | Encuentros | Encuentros | Tantos  | Tantos    | Tantos     | Puntos |
| Equipo     | jugados    | ganados    | empatados  | perdidos   | a favor | en contra | diferencia | Puntos |
| ---------- | ---------- | ---------- | ---------- | ---------- | ------- | --------- | ---------- | ------ |
| Inglaterra | 3          | 3          | 0          | 0          | 69      | 26        | 43         | 9      |
| Francia    | 3          | 2          | 0          | 1          | 57      | 38        | 19         | 7      |
| Rusia      | 3          | 1          | 0          | 2          | 43      | 66        | -23        | 5      |
| Escocia    | 3          | 0          | 0          | 3          | 28      | 67        | -39        | 3      |

### Grupo C
| Equipo    | Encuentros | Encuentros | Encuentros | Encuentros | Tantos  | Tantos    | Tantos     | Puntos |
| Equipo    | jugados    | ganados    | empatados  | perdidos   | a favor | en contra | diferencia | Puntos |
| --------- | ---------- | ---------- | ---------- | ---------- | ------- | --------- | ---------- | ------ |
| Samoa     | 3          | 3          | 0          | 0          | 97      | 38        | 59         | 9      |
| Sudáfrica | 3          | 2          | 0          | 1          | 80      | 53        | 27         | 7      |
| Italia    | 3          | 1          | 0          | 2          | 43      | 77        | -34        | 5      |
| Kenia     | 3          | 0          | 0          | 3          | 29      | 81        | -52        | 3      |

### Grupo D
| Equipo        | Encuentros | Encuentros | Encuentros | Encuentros | Tantos  | Tantos    | Tantos     | Puntos |
| Equipo        | jugados    | ganados    | empatados  | perdidos   | a favor | en contra | diferencia | Puntos |
| ------------- | ---------- | ---------- | ---------- | ---------- | ------- | --------- | ---------- | ------ |
| Nueva Zelanda | 3          | 3          | 0          | 0          | 116     | 40        | 76         | 9      |
| Argentina     | 3          | 2          | 0          | 1          | 85      | 43        | 42         | 7      |
| Portugal      | 3          | 1          | 0          | 2          | 61      | 77        | -16        | 5      |
| Alemania      | 3          | 0          | 0          | 3          | 25      | 127       | -102       | 3      |

## Fase Final

### Cuartos de final
| 28 de mayo | Sudáfrica | 26 - 19 | Nueva Zelanda |  |  |

| 28 de mayo | Francia | 22 - 21 | Fiyi |  |  |

| 28 de mayo | Samoa | 26 - 7 | Argentina |  |  |

| 28 de mayo | Australia | 29 - 17 | Inglaterra |  |  |

### Semifinal
| 28 de mayo | Sudáfrica | 33 - 12 | Francia |  |  |

| 28 de mayo | Samoa | 22 - 7 | Australia |  |  |

### Final
| 28 de mayo | Sudáfrica | 33 - 12 | Samoa |  |  |

| Bandera de Sudáfrica   |
| Campeón Sudáfrica      |
| 1º título del circuito |